# Joseph Striker
Joseph Striker est un acteur américain, né le 23 décembre 1898 à New York (État de New York) et mort le 24 février 1974 à Livingston (New Jersey).

## Biographie
Second rôle recherché dans les films muets des années 1920, il est connu pour son rôle dans Le Roi des rois de Cecil B. DeMille (1927). Il eut une brève carrière à Broadway dans la première moitié des années trente. Il ne passa pas le cap du cinéma parlant.

## Filmographie
- 1920 : The Unseen Witness de Tom Collins : Harry Gray
- 1920 : The Bromley Case de David Wall : Bruce Bromley
- 1920 : The Scrap of Paper de Tom Collins : Harry Gray
- 1920 : The Wall Street Mystery de Tom Collins : Tom Williams
- 1920 : Help Yourself de Hugo Ballin : Oliver Browning
- 1921 : Matrimonial Web d'Edward José : Harvey Blake
- 1922 : Le Dancing rouge (The Broadway Peacock) de Charles Brabin : Harold Van Tassel
- 1922 : Le Foyer qui s'éteint (Silver Wings) d'Edwin Carewe et Jack Ford : Harry
- 1922 : Queen of the Moulin Rouge de Ray C. Smallwood : Tom Richards
- 1922 : Wildness of Youth d'Ivan Abramson : Andrew Kane
- 1922 : What Fools Men Are de George Terwilliger : Ralph Demarest
- 1923 : The Woman in Chains de William P. Burt : Jacques Despard
- 1923 : Malgré la honte (The Steadfast Heart) de Sheridan Hall : Angus Burke
- 1924 : Painted People de Clarence G. Badger : Preston Dutton
- 1924 : I Am the Man d'Ivan Abramson : Billy Gray
- 1925 : Daughters Who Pay de George Terwilliger : Larry Smith
- 1925 : La Petite Boutiquière (Scandal Proof) d'Edmund Mortimer : Dick Thorbeck
- 1925 : The Best People de Sidney Olcott : Bertie Lenox
- 1927 : Le Roi des rois (The King of Kings) de Cecil B. DeMille : John, le bien-aimé
- 1927 : The Climbers de Paul L. Stein : Enseigne Carlos
- 1927 : Le Signal de feu (Annie Laurie) de John S. Robertson : Alastair
- 1927 : Si nos maris s'amusent (The Cradle Snatchers) de Howard Hawks : Joe Valley
- 1927 : A Harp in Hock de Renaud Hoffman : Dr. Franz Mueller
- 1927 : L'École du mariage (The Wise Wife ) de E. Mason Hopper : Carter Fairfax
- 1928 : Paradis de Denison Clift : Dr. John Halliday
- 1929 : Friendship d'Eugene Walter : le 2e ami
- 1929 : The House of Secrets d'Edmund Lawrence : Barry Wilding
- 1929 : The Wrecker de Géza von Bolváry : Roger Doyle
- 1931 : The Gigolo Racket de Roy Mack : Jerry Stevens (non crédité)